# La sobrina del cura
La sobrina del cura es una película española muda de drama estrenada en 1926, escrita y dirigida por Luis R. Alonso. Está basada en la obra teatral homónima de Carlos Arniches, publicada en 1914.

## Sinopsis
Don Sabino es un sacerdote de provincias que vive junto a su sobrina, Mónica, que le sirve como si fuera su propio padre. El párroco tiene un carácter reservado que cambia de forma radical cuando está con Lucila, una niña a la que él y Mónica han criado desde que era un bebé, cuando la abandonaron en la puerta de su casa. Don Sabino es un cura muy servicial con sus feligreses y su vida transcurre de forma apacible hasta que un día aparece Tomasón, que huye de la justicia tras haber cometido un asesinato.

## Reparto
- Marina Torres
- Isabel Alemany ... Repica
- Blanca Muñoz
- Javier de Rivera ... Tomasón
- Antonio Mata ... Don Jeromín
- Fernando Díaz de Mendoza
- Carmen Rico
- Juan Nadal
- Luis González	... Don Galo Medina
- Angelita Cembreros ... Lucila
- Ricardo de la Vega
- José María Jimeno